# マリア観音 (1991年のアルバム)
『マリア観音』（マリアかんのん）は、日本のロックバンド、マリア観音の1枚目のコンピレーション・アルバム。インディーズ・レーベル「BLOODY BUTTERFLY」より1991年にリリースされた。

## 解説
- CD帯に「ファーストアルバム」と記載されているが、正確には1989年から1991年までのライブ音源、カセット作品、ラフ・ミックス・テイクをまとめた作品である[1]。
- 「地獄へ墜す」は木幡ソロ多重録音[2]。
- 後の作品に収録される曲が既にこの時期で出来上がっていたことが分かる。

## 収録曲
1. 女郎蜘蛛 (4:16)
『背徳の扉』で再録音されている。
2. どうにもならずに (3:26)
『義眼』で再録音されている。
3. 蛇目蛾　雀蛾 (4:39)
4. 泥人形 (3:01)
『義眼』で再録音されている。
5. 共喰いの村 (4:50)
『共喰いの村』で再録音されている。
6. 恋の唄 (3:51)
木幡東介ソロ『懺悔の風呂場』で再録音されている。
7. 永遠の眠りを… (5:55)
8. 乳呑み子… (5:54)
木幡東介ソロ『懺悔の風呂場』で再録音されている。
9. 二人だけの儀式… (6:11)
10. 夏の二人… (4:46)
『義眼』で再録音されている。
11. 地獄へ墜す… (12:21)
木幡東介ソロ『懺悔の風呂場』で再録音されている。

（作詞・作曲：木幡東介）

## 録音時期
- #6,#11 - 1989年秋
- #7 - 1990年春
- #3,#5,#8,#10 - 1991年春
- #1,#2,#4,#9 - 1991年夏

## 参加メンバー
- 木幡東介：ヴォーカル/ギター (#11)/アコースティック・ギター (#7,#11)/ベース (#11)/ドラム (#11)/パーカッション (#5)/尺八 (#3,#5,#11)/キーボード (#7)/効果音(#7,#11)
- 松居徹：ギター(#11以外)
- 安藤千裕：ベース(#6,#7)
- 後藤昭久(しゃあみん)：ベース (#6,#7,#11以外)
- 平野勇：ドラム(#11以外)/鈴 (#7)